# It’s Too Late to Stop Now
Az 1974-es It’s Too Late to Stop Now Van Morrison koncertlemeze. Az albumot az egyik legjobb koncertalbumnak tartják, a felvételek Morrison előadói pályafutásának csúcsán készültek. A duplalemezt a Los Angeles-i The Troubadour-ban, a Santa Monica-i Civic Auditorium-ban és a londoni The Rainbow-ban rögzítették. A Billboard 200 listán az 53. helyig jutott. Szerepel az 1001 lemez, amit hallanod kell, mielőtt meghalsz című könyvben.

## Az album dalai
| 1. | Ain't Nothin' You Can Do | Deadric Malone, Joseph Scott | 3:44 |
| 2. | Warm Love                | Van Morrison                 | 3:04 |
| 3. | Into the Mystic          | Morrison                     | 4:33 |
| 4. | These Dreams of You      | Morrison                     | 3:37 |
| 5. | I Believe to My Soul     | Ray Charles                  | 4:09 |

| 1. | I've Been Working               | Morrison                                       | 3:56 |
| 2. | Help Me                         | Sonny Boy Williamson, Ralph Bass, Willie Dixon | 3:25 |
| 3. | Wild Children                   | Morrison                                       | 5:04 |
| 4. | Domino                          | Morrison                                       | 4:48 |
| 5. | I Just Want to Make Love to You | Dixon                                          | 5:16 |

| 1. | Bring It On Home to Me          | Sam Cooke  | 4:42 |
| 2. | Saint Dominic's Preview         | Morrison   | 6:18 |
| 3. | Take Your Hand Out of My Pocket | Williamson | 4:04 |
| 4. | Listen to the Lion              | Morrison   | 8:43 |

| 1. | Here Comes the Night | Bert Berns | 3:14  |
| 2. | Gloria               | Morrison   | 4:16  |
| 3. | Caravan              | Morrison   | 9:20  |
| 4. | Cyprus Avenue        | Morrison   | 10:20 |

## Közreműködők
- Van Morrison – ének
- Teressa "Terry" Adams – cselló
- Bill Atwood – trombita, háttérvokál
- Nancy Ellis – brácsa
- Tom Halpin – hegedű
- David Hayes – basszusgitár, háttérvokál
- Tim Kovatch – hegedű
- Jef Labes – zongora, orgona
- John Platania – gitár, háttérvokál
- Nathan Rubin – első hegedű
- Jack Schroer – alt-, tenor- és baritonszaxofon, csörgődob, háttérvokál
- Dahaud Shaar (David Shaw) – dob, háttérvokál

## Fordítás
Ez a szócikk részben vagy egészben az It's Too Late to Stop Now című angol Wikipédia-szócikk ezen változatának fordításán alapul.  Az eredeti cikk szerkesztőit annak laptörténete sorolja fel. Ez a jelzés csupán a megfogalmazás eredetét és a szerzői jogokat jelzi, nem szolgál a cikkben szereplő információk forrásmegjelöléseként.